# برو ريسلينغ ريبورت
قالب:معلومات برنامج إذاعي

شعار برو ريسلينغ ريبورت.

برو ريسلينغ ريبورت (بالإنجليزية:Pro Wrestling Report) المعروف اختصارًا باسم (بي دبليو آر)، هو برنامج إذاعي وتليفزيوني رياضي أسبوعي تم بثه لأول مرة في 18 مارس 1998 وقد كان برنامجًا إذاعيًا وبرنامجًا تلفزيونيًا أسبوعيًا من إي إس بي إن على قناة ماي 24. يتم إنتاج بي دبليو آر بواسطة داميون نيلسيون ويقع مقره بميلواكي في ويسكونسن. أعلن نيلسون عن إغلاق بي دبليو آر في 28 أبريل 2018، لكن البرنامج عاد في مارس 2020 على يوتيوب وفايت تي في.

## التاريخ
تم البث الأول لبرو ريسلينغ ريبورت في 18 مارس 1998. كان العرض في الأصل عبارة عن عرض اتصال مدته 30 دقيقة، ولكن تم تغييره إلى عرض تم تسجيله مسبقًا لمدة ساعة في عام 1999. لاحقًا تم بث بي دبليو آر لاحقًا على كابل تايم وارنر بعد بث دبليو دبليو إي سماكداون. وفي يونيو 2008، بدأت بي دبليو آر بث برنامج إذاعي مدته ساعتان على 540 إي إس بي إن ‏ أثناء بث البرامج دوليًا عبر الإنترنت. وفي عام 2006، بدأ بي دبليو آر بتحميل الحلقات على يوتيوب. وفي عام 2012، احتفل بي دبليو آر بـ10 ملايين مشاهدة على يوتيوب مع عرض خاص لمدة ساعة. بدأ بي دبليو آر بث برامج تلفزيونية أسبوعية على ماي 24 في سبتمبر 2011. من عام 2011 إلى عام 2018، استضاف بي دبليو آر «حفلة Shenanigans» خلال دبليو دبليو إي راسلمينيا في مدينتها المضيفة. استضاف كيفن ناش كل حدث.
تم إنشاء العرض بواسطة داميون نيلسون، الذي شارك في استضافة العرض مع كاتب الكتب دايف هيرو. هيرو هو عضو قاعة مشاهر POWW. كان فرانك كوسينتينو مساهمًا متقطعًا لكنه كرس معظم وقته لاستضافة عرض فانتاسي فوتبول على راديو إي إس بي إن.
تمنح بي دبليو آر جوائز سنوية وتقديرًا في نهاية كل عام للمصارعين الذين يكون إنجازهم جديرًا بالملاحظة. كما اختار المضيف المشارك ديف هيرو نجمة الأسبوع في كل بث تلفزيوني ليلي يوم السبت. تم تقديم جائزة بي دبليو آر إنجازات مدى الحياة في عام 2009، عندما تم تكريم بوبي هينان للجائزة. منح بي دبليو آر جائزة شخصية مصارعة غزيرة الإنتاج كل عام منذ ذلك الحين مع منح ديمولوشن (آكس وسماش) وجين أوكرلند وكيفن ناش الجائزة في السنوات اللاحقة. وفي عام 2013، أعلنت بي دبليو آر عن إنشاء قاعة مشاهير بي دبليو آر، مع انضمام كينغ كونغ بوندي وديمولوشن إلى الفصل الافتتاحي. أقيم الحفل التعريفي في 5 أبريل 2013، قبل يومين من راسلمينيا 29.
أعلن نيلسون عن إغلاق بي دبليو آر في منشور على فيسبوك في 28 أبريل 2018. تم لم شمل هيرو مع نيلسون في 29 فبراير 2020 في حدث الدفع لكل مشاهدة إيه إي دبليو ريفولوشن التابع لمنظمة آول إليت ريسلينغ. وفي مارس 2020، تم إصدار حلقات جديدة على موقع فايت تي في.

## روابط خارجية
- الموقع الرسمي